# Rishonim
Les Rishonim (hébreu : ראשונים « Premiers ») sont, au sens propre, les décisionnaires en matière de Loi juive dont les opinions ont été émises après le déclin des académies talmudiques de Babylone (c. 1038) et avant la rédaction du Choulhan Aroukh (c. 1565), cet intervalle étant dénommé la période des Rishonim dans l'historiographie juive traditionnelle. 
Le terme est également appliqué aux rabbins et grandes figures juives de cette période.

## Usage du terme
Le terme Rishonim apparaît au temps des Sages d'Israël, désignant les anciens, notamment dans la bénédiction Al haRishonim ou les autorités qui ont vécu avant celui qui les cite. 

Il est repris dans la littérature rabbinique tardive pour ne plus désigner que les autorités rabbiniques précédant le Choulhan Aroukh.

## Statut desRishonim
La distinction entre Rishonim et Gueonim s'effectue davantage sur le plan historique que sur le plan de la halakha (Loi juive). En revanche, selon une opinion communément admise dans le judaïsme orthodoxe, les Aharonim (décisionnaires et autorités rabbiniques ayant écrit après la rédaction du Choulhan Aroukh) ne peuvent contester l’opinion de leurs prédécesseurs qu’à moins de se baser sur celle d’un autre Rishon. 
Ce principe connaît des exceptions, à titre individuel (les disciples du Gaon de Vilna, un rabbin lituanien du XVIIIe siècle, ont tendance à considérer que ses opinions ont la même valeur que celle des Rishonim), et général (Moshe Feinstein, la plus haute autorité halakhique du XXe siècle aux États-Unis, a déclaré que le lait trait par un non-Juif est autorisé à la consommation aux États-Unis, étant donné que le motif donné par le Talmud et les Rishonim, à savoir que les Gentils mélangent différentes sortes de lait, est caduc aux États-Unis). 
Certains ont fait remarquer que cette opinion ne fait pas formellement partie de la Halakha elle-même, et qu'elle contrevient au principe de Hilkheta Ke-Vatra'ei (« La loi suit les derniers », c'est-à-dire les décisionnaires récents), édicté à l'ère des Gueonim. Les juifs conservateurs (conservative) et progressistes ne la suivent pas.

## Liste desRishonim, et des grandes figures de cette période, par temps et par lieu
| - Hananel ben Houshiel (990 - 1053) - Nissim Gaon (990 - ~1060) - Isaac ben Jacob Alfassi (1013 - 1103) - Avraham Maïmonide (1186 - 1237) - Saadia Adani (d. ~1487) - Isaac Louria (1534 - 1572) | - Yehuda ben Meir (fin du Xe siècle) - Guershom Meor Hagola (~960 - 1028) - Eliahou ben Menahem (980 - 1060) - Rachi (~1040 - 1105) - Saadia ben Nahmani (XIe siècle - XIIe siècle) - Tossafistes (XIe siècle - XIIIe siècle) - Rashbam (~1085 - ~1158) - Rabbenou Tam (1100 - 1171) - Joseph ben Moïse (XIIe siècle) - Samson ben Joseph de Falaise (XIIe siècle) - Haïm ben Hananel haCohen (2e moitié du XIIe siècle) - Petahia de Ratisbonne (fin du XIIe siècle) - Ephraïm de Bonn (1132 - 1196) - Moïse de Coucy (d. ~1240) - Yehiel de Paris (d. ~1285) - Meïr de Rothenburg (1215 - 1293) - Mordekhaï ben Hillel (1250 - 1298) - Asher ben Yehiel (1250 - 1327) - Isaac Tyrnau (2e moitié du XIVe siècle) - Jacob Moelin (1355 - 1427) | - Samuel ibn Nagrela (993 - 1055) - Yona ibn Jannah (~990 - ~1050) - Isaac ibn Yashush (982 - 1057) - Moshe ibn Gikatilla (XIe siècle) - Juda ibn Balaam (1000 - 1070) - Salomon ibn Gabirol (1020 - 1058) - Bahya ibn Paquda (XIe siècle) - Juda ben Barzilaï (XIe siècle - XIIe siècle) - Abraham bar Hiyya Hanassi (1070 - 1136) - Levi ibn al-Tabban (XIIe siècle) - Isaac ibn Barun (XIIe siècle) - Moïse ibn Ezra (~1058 - ~1138) - Juda Halevi (1085 - 1140) - Joseph ibn Migash II (1077 - 1141) - Abraham ibn Ezra (1092 - 1167) - Maïmon ben Yossef HaDayan (1110 - 1170) - Benjamin de Tudèle (d. 1173) - Abraham ibn Dawd Halevi (1110 - 1180) - Zerakhia Halevi Gerondi (~1130 - 1186) - Salomon ibn Parhon (XIIe siècle) - Moïse Maïmonide (1138 - 1204) - Jacob ben Eléazar de Tolède (1re moitié du XIIIe siècle) - Moïse Nahmanide (1194 - 1270) - Yona Gerondi (1200 - 1264) - Salomon ben Aderet (1235 - 1312) - Aaron Halevi (1235 - ~1290) - Abraham Aboulafia (1240 - ~1291) - Moïse de León (1240 - 1305) - Joseph Gikatila (1248-1325) - Yom Tov Assevilli (1250 - 1330) - Yaakov ben Asher (1270 - 1340) - Nissim Gerondi (d. 1380) - Isaac ben Chechet (1326 - 1408) - Hasdaï Crescas (1340 - ~1410) - Ephraim Al-Naqawa (1359 - 1442) - Shimon ben Tsemah Duran (1361 - 1444) - Joseph Albo (~1380 - ~1444) - Moïse Arragel (d. 1493) - Saadia ibn Danan (d. ~1493) - Isaac Abravanel (1437 - 1508) - Abraham Zacuto (1450 - 1510) - Joseph Karo (1488 - 1575) - Salomon Alkabetz (1505 - 1584) - Moïse Cordovero (1522-1570) | - Joseph Tov Elem (1re moitié du XIe siècle) - Moshe haDarshan (milieu du XIe siècle) - Joseph Kimhi (1105 -1170) - Abraham ben Isaac de Narbonne (1110 - 1179) - Meshoullam ben Nathan (1120 - ?) - Juda ibn Tibbon (1120 - 1190) - Moïse Kimhi (d. 1190) - Abraham ben David de Posquières (1120 - 1197) - Samuel ibn Tibbon (1150 - 1230) - David Kimhi (~1160 - ~1235) - Isaac l'Aveugle (1160 - 1235) - Acher ben David (XIIIe siècle) - Abba Mari (XIIIe siècle) - Menahem Hameïri (1249 - 1310) - Joseph ibn Caspi (1279 - 1340) - Ishtori haFarhi (1280 - 1355) - Gersonide (1288 - 1344) - Samuel de Marseille (1294 - ?) - Nathanael Caspi (XIVe siècle - XVe siècle) | - Menahem ben Salomon (1re moitié du XIIe siècle) - Immanuel ben Salomon (1270 - 1330) - Benjamin ben Juda de Rome (1295 - 1335) - Joseph Colon Trabotto (1420 - 1480) - Ovadia ben Jacob Sforno (1440 - 1550) |

## Source
- Cet article contient des extraits de l'article « RISHONIM » par Isidore Singer & Jacob Zallel Lauterbach de la Jewish Encyclopedia de 1901–1906 dont le contenu se trouve dans le domaine public.